# مایک کارمودی
مایک کارمودی (انگلیسی: Mike Carmody؛ زادهٔ ۹ فوریهٔ ۱۹۶۶) بازیکن فوتبال اهل بریتانیا است.
از باشگاه‌هایی که در آن بازی کرده‌است می‌توان به باشگاه فوتبال ترانمره راورز، باشگاه فوتبال آلترینچام، باشگاه فوتبال ویکفیلد، باشگاه فوتبال اشتون یونایتد، و باشگاه فوتبال هادرزفیلد تاون اشاره کرد.